# Idaea transmutaria
Idaea transmutaria är en fjärilsart som beskrevs av Walker 1890. Idaea transmutaria ingår i släktet Idaea och familjen mätare. Inga underarter finns listade i Catalogue of Life.